# Тітіріджі гаянський
Тітірі́джі гаянський (Hemitriccus josephinae) — вид горобцеподібних птахів родини тиранових (Tyrannidae). Мешкає в Південній Америці.

## Опис
Довжина птаха становить 11 см. Верхня частина тіла оливково-коричнева, хвіст коричневий. Горло сірувате, нижня частина тіла блідо-жовтувате. Груди поцятковані коричнювато-зеленими плямками. Під дзьобом темні "вуса", за очима сірі плямки. Дзьоб широкий, на кінці дещо вигнутий, знизу світліший.

## Поширення і екологія
Гаянські тітіріджі мешкають на сході Гаяни, в Суринамі, Французькій Гвіані та на півночі Бразилії (на північному сході штату Амазонас, в штатах Пара і Амапа). Вони живуть у вологих рівнинних тропічних лісах, на узліссях і галявинах.